# Bruchomorpha rosea
Bruchomorpha rosea är en insektsart som beskrevs av Doering 1940. Bruchomorpha rosea ingår i släktet Bruchomorpha och familjen Caliscelidae. Inga underarter finns listade i Catalogue of Life.